# Boänge
Boänge är en ort i Sandvikens kommun. Från 2015 avgränsar SCB här en småort. Orten ingick tidigare i tätorten Sandviken.
Vid Statistiska centralbyråns folkräkning den 1 november 1960 utgjorde Boänge en "viss ort, som i fråga om bebyggelse uppfyller betingelserna för att räknas som tätort men där invånarantalet befunnits uppgå till 150 men understiga 200" och hade 181 invånare. Orten tillhörde Sandvikens stad.